# Decsat
Decsat ou DECSAT antonomase de DEcodeur SATellite désigne un récepteur de télévision par satellite analogique de norme D2 Mac, intégrant un contrôle d'accès (télévision) de type EuroCrypt avec lecteur de carte à microprocesseur intégré. La norme analogique D2-MAC est compatible avec le format d'image 16/9, la réception des signaux Haute Définition HD Mac et exploite le son stéréophonique numérique multicanal. Cette norme est abandonnée à partir du milieu des années 1990, au profit de la norme numérique DVB.
Fabriqué par la coentreprise Canal+/Sagem à travers sa branche « Eurodec », ce décodeur est commercialement exploité par Canal+ à partir de 1989 et jusqu'en 1996. Cet appareil est le deuxième appareil développé par Canal+ après son premier décodeur lancé en 1984 sous le nom Discret 11. Simultanément, la société Eurodec commence à élaborer puis industrialiser le décodeur Syster destiné à la reception des programmes de la même chaîne, pour la diffusion en 625 lignes et couleur SECAM par voie hertzienne terrestre à la norme L ou par satellite en diffusion analogique. Le Decsat est proposé en location par la chaîne payante française pour la réception des satellites TDF-1 puis TDF-2 mais ce type de technologie satellitaire accuse des problèmes de fiabilité et des pannes significativement graves affectent progressivement cette stratégie, d'autant plus que la technologie numérique est déjà développée en laboratoire, avec les normes MPEG et la future norme DVB, initiée en 1994.

## Contexte historique
Dès 1987, principalement pour remplacer son décodeur Discret 11 qui montre des faiblesses en termes de piratage et accuse certains défauts en matière de qualité d'image et de son et avant d'introduire son décodeur Syster, Canal+ souhaite développer un terminal de réception qui sera son deuxième décodeur. À la même période, les pouvoirs publics français souhaitent faire adopter une norme de télévision censée remplacer la norme 625 lignes et le standard couleur SECAM. Un accord européen autour de la norme D2 Mac est défini, notamment avec l'Allemagne (de l'Ouest). 
Les motifs d'économie de moyens et de rapidité de lancement opérationnel orientent les autorités vers la télédiffusion par satellite et la télédistribution par câble. Les premiers prototypes D2 Mac élaborés Thomson, Philips et le CCETT (futur France Télécom) sont dévoilés à la presse et aux médias, à la fin de l'année 1988. Canal+ choisit de développer son propre terminal qui sera mis en location, alors que d'autres fabricants parmi lesquels Philips, Nokia ou Technisat commercialisent leur propre récepteur-décodeur D2 Mac. Pour la première fois en adoptant EuroCrypt, système d'embrouillage (cryptage) commun avec d'autres opérateurs, Canal+ concède que la carte d'abonnement seule pourra être utilisée dans des récepteurs-décodeurs D2 Mac vendus dans le commerce. Réciproquement, il est possible à un opérateur d'empécher un concurrent d'utiliser son parc de décodeur en refusant les cartes d'accès qui ne renvoient pas le mot d'initialisation de l'opérateur, en anglais l'ATR (answer to reset (en)). Une récepteur libre lit toutes les cartes.
Sur certains réseaux câblés, le futur opérateur France Télécom exploite la version câble du même type de décodeurs, nommée Visiopass. Cet appareil complète l'offre existante du bouquets de chaînes analogiques distribués à la norme L et au standard SECAM déjà présentes sur le câble.
Toutefois, Canal+ et les réseaux câblés (Lyonnaise des Eaux, Générale des Eaux et France Télécom) souhaitent maintenir le bouquet satellite analogique Canalsatellite sur les satellites Telecom 2, diffusés en modulation 625 lignes et couleur SECAM, codés en Discret 11 puis en Nagravision. Pire, une option complémentaire D2 Mac nécessitant le Decsat accentue l'effet « usine à gaz » de l'équipement nécessaire l'abonné qui souhaite s'abonner à l'offre complète : le récepteur satellite analogique + le décodeur Discret 11 ou Syster + le décodeur Decsat ou un récepteur D2 Mac EuroCrypt. Le coût très élevé des abonnements Canalsatellite ne permettra pas d'obtenir les résultats escomptés par le groupe Canal+ et ses partenaires.
De son côté, au début des années 1990, l'adversaire européen britannique BSkyB préfère simplifier son offre sur les satellites Astra, en commercialisant des récepteurs-décodeurs à la norme 625 lignes et au standard couleur européen PAL avec contrôle d'accès VideoCrypt, bien plus économiques et plus rapides à industrialiser. Quelques offres en D2 Mac voient le jour sur Astra mais sont marginales.
L'échec relatif de la norme D2 Mac et l'arrivée de la technologie numérique DVB-S accentue l'échec du Decsat. Le succès populaire de l'offre Astra en Europe amène alors Canal+ à choisir ces satellites luxembourgeois et à y lancer son bouquet Canalsatellite numérique à la fin de l'année 1995. Dès lors, le Decsat et le D2 Mac sont abandonnés.

## Technologie de sécurisation
L'algorithme EuroCrypt exploité par le firmware et les circuits du Decsat est basé sur un version allégée du codage américain DES. Ce modèle est cassé)[Quand ?] et décodé majoritairement par l'utilisation de cartes d'accès non officielles[réf. nécessaire]. 
Lors d'une interview réalisée dans les locaux de la cinquième et diffusé début 1996 dans le reportage voleur d'image, l'ingénieur Sylvain Anichini présente trois types de cartes pirates alors disponibles :
- une carte reliée à un ordinateur par son port RS-232 coûtant environ 200 Francs, soit 30 €. L'ordinateur simule alors le fonctionnement de la carte officielle.
- une carte préprogrammée autonome pour environ 400 Francs, soit 60 €.
- Une carte équipée d'un mini clavier de saisie. Sylvain Anichini précise qu'il en connait deux modèles, l'un d'origine irlandaise présumée et le second de provenance allemande supposée dont le prix de vente serait d'environ 1.600 Francs soit 244 €.

Cette "Card Mate 3" permet à l'utilisateur de reprogrammer directement la carte en saisissant manuellement de nouveaux codes.  